# 吉水快聞
吉水 快聞（よしみず かいもん、男性、1982年7月14日-）は日本の彫刻家、仏師、文化財修復家、僧侶。

## 来歴
1982年、奈良県橿原市の浄土宗寺院正楽寺に生まれる。東京芸術大学美術学部彫刻科卒業。学士（美術）の学位を取得。東京芸術大学大学院美術研究科文化財保存学専攻にて、 快慶作東大寺俊乗堂阿弥陀如来立像の想定復元模刻研究を行う。2011年に博士後期課程を修了。博士（文化財）の学位を取得。卒業後は仏像制作や文化財修復に携わりながら、その技術や技法を応用し、動植物をモチーフとした木彫作品を発表。大正大学客員教授、龍谷大学非常勤講師を兼任し、浄土宗の僧侶でもある。

## 活動歴
- 2011年 - アートフェア東京 2011
- 2011年 - お仏壇のはせがわ賞五周年記念展
- 2012年 - 第2回奈良国際映画祭2012新人コンペティショングランプリゴールデンSHIKA賞トロフィー制作
- 2013年 - 個展靖山画廊
- 2014年 - 個展髙島屋 東京日本橋、京都、大阪
- 2015年 - 個展松坂屋 名古屋店
- 2017年 - 個展「巧匠 吉水快聞展」大美アートフェア瀬戸美術ブース大阪美術倶楽部
- 2018年 - 個展「鏡花水月・吉水快聞展」高島屋 東京日本橋、大阪、横浜、京都
- 2020年 - 個展「吉水快聞展ー観月ー」靖山画廊
- 2021年 - 個展「吉水快聞 木彫展～つむがれる物語」きんだあぎゃらりい(京都)
- 2022年 - 個展「吉水快聞展ー幻夢ー」高島屋 東京日本橋、大阪、京都、横浜、名古屋

## メディア出演歴
- 世界遺産　一万年の叙事詩Vol2 中世篇（2011年、NHK BShi）
- ココイロ（2011年、朝日放送）
- 読売新聞ならヒト（2012年、読売新聞奈良版）
- 月刊 yomiっこvol.131（2012年、読売奈良ライフ）
- 自然と暮らすvol.56（2012年、読売奈良ライフ）
- 新日本風土記（2012年、 NHK BSプレミアム）
- 関西の巧（2013年、eo光テレビ）
- 堂本剛のこころ見（2013年、NHK BSプレミアム、再放送NHK地上波）
- 『NARASIA Q vol.6（2014年、発行 奈良県、企画編集 編集工学研究所）
- るるぶ情報版 奈良 '14〜'15 付録「仏像の見かた」（2014年、JTBパブリッシング）
- 日曜特番・京都奈良「国宝」こころの旅（2014年、BS-TBS）
- Meets no.310 4月号（2014年、 京阪神エルマガジン社）
- 自ら仏を彫る系譜V 仏師の祈り 今、明らかになる快慶の真実（2014年、スカイパーフェクTV 529ch ベターライフチャンネル）
- 正倉院展　宝物と私「技にキレさめぬ赤み」（2015年、読売新聞奈良版）
- 「名僧の功績つたえねば」（2016年、読売新聞奈良版）
- 「忍性像」完成心待ち（2016年、朝日新聞奈良版）
- 奈良ふしぎ旅図鑑（2017年、BS-TBS）
- 祈りの仏師 快慶（2017年、読売テレビ）
- Nestle presents CHEER UP! MORNING（2017年、FM OH!、TOKYO FM）
- SPIRITUAL PLACES IN NARA東大寺編（2017年、NHK WORLD）
- 祈りの回廊（2017年）
- スピリチュアル・プレイス　奈良「東大寺」（2017年、NHK BSプレミアム）
- 猫のしっぽ カエルの手（2018年、 Eテレ）
- 運慶と快慶新発見！幻の傑作（2019年、NHK スペシャル）
- ニッポンぶらり鉄道旅「“奈良の極上”を探して 近鉄吉野線」（2019年、 NHK BSプレミアム）
- 運慶と快慶　乱世が生んだ美の革命（2019年、 NHK BSプレミアム）
- みたことのない文化財(百済観音) (2021年NHK 8K,BSプレミアム,NHK総合)
- DESIGN TALKS plus (2022年　NHK World)

## 受賞歴
- 第27回奈良県ジュニア県展「ジュニア県展賞」 受賞（1998～2000年）
- 第51回奈良県県展「知事賞」 受賞（1998～2000年）
- 久米桂一郎賞受賞（2004年）
- お仏壇のはせがわ賞受賞（2008年）
- 野村美術賞受賞（2011年）